# Bosnië en Herzegovina op het Eurovisiesongfestival

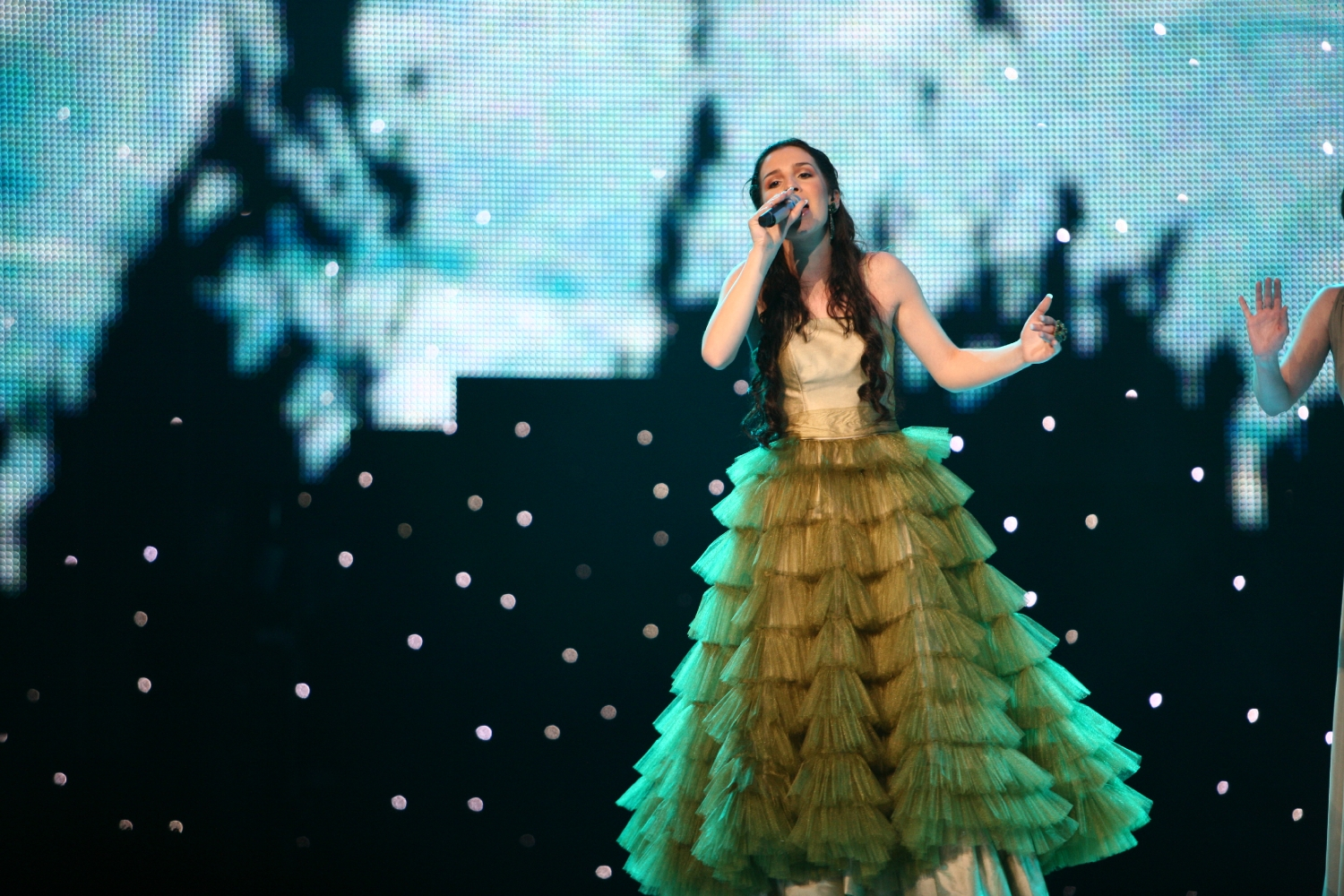
Marija Šestić in Helsinki (2007)

Bosnië en Herzegovina nam als onafhankelijk land tussen 1993 en 2016 in totaal 19 keer deel aan het Eurovisiesongfestival.

## Historie
Bosnië en Herzegovina begon zijn loopbaan op het Eurovisiesongfestival in feite al als onderdeel van de republiek Joegoslavië, dat tussen 1961 en 1992 27 keer aan het Eurovisiesongfestival deelnam. Slechts vier keer werd een inzending in het Bosnisch vertolkt waarvan de enige laatste plaats in de Joegoslavische geschiedenis in 1964. Beter dan een vijftiende plek eindigde een nummer in het Bosnisch toen nooit.
Na het uiteenvallen van Joegoslavië in 1992 gingen de verschillende voormalige socialistische republieken ook op het Eurovisiesongfestival apart verder. Bosnië en Herzegovina maakte zijn debuut in 1993 en nam tot 2013 ieder jaar onafgebroken deel met zes keer een top 10 als resultaat. Enkel in 1998 en 2000 moest Bosnië en Herzegovina noodgedwongen thuisblijven vanwege de matige resultaten in de jaren daarvoor maar het land had altijd de intentie om deel te nemen. Sinds 2013 heeft het land maar één keer deelgenomen in 2016 door financiële problemen binnen de Bosnische openbare omroep.
Op kwalificatievlak is Bosnië en Herzegovina een van de best presterende landen met bijna altijd een finaleplaats. Enkel in 2016 wist het land de finale niet te bereiken. Ondanks de aaneenrijgende kwalificaties zijn de resultaten in de finale vervolgens vaak matig. Vaak eindigt het land in de middenmoot en krijgt het vooral punten uit de omringende Balkanlanden. Toch wist Bosnië en Herzegovina zes keer de top tien te bereiken. Het voorlopige hoogtepunt is de derde plaats in 2006, voor de ballade Lejla van de populaire band Hari Mata Hari. Dit lied kreeg in dat jaar 229 punten. In 2011 deden de Bosniërs het ook niet onverdienstelijk met een zesde plaats.
In 2012 eindigde het land op de achttiende plek en door financiële problemen bij de openbare omroep trok Bosnië en Herzegovina zich in 2013 terug uit het festival. Pas in 2016 keerde ze terug met Dalal & Deen feat. Ana Rucner & Jala met het nummer Ljubav je en zorgde voor de eerste uitschakeling van Bosnië en Herzegovina in de halve finale. Ze werden elfde en slechts de beste tien deelnemers mochten door. Een jaar later trok het land zich wederom terug uit het festival vanwege financiële problemen van de omroep. Door een nog openstaande schuld en daarop volgende sancties van de EBU is een mogelijke terugkeer op het songfestival in de komende jaren heel onwaarschijnlijk geworden. Ook mogen ze het songfestival niet meer uitzenden totdat de schulden zijn afgelost.

## Bosnische deelnames
| Jaar | Artiest                              | Titel                 | Fin. | Ptn. | Semi | Ptn. | Taal                |
| ---- | ------------------------------------ | --------------------- | ---- | ---- | ---- | ---- | ------------------- |
| 1993 | Fazla                                | Sva bol svijeta       | 16   | 27   |      |      | Bosnisch            |
| 1994 | Alma & Dejan                         | Ostani kraj mene      | 15   | 39   |      |      | Bosnisch            |
| 1995 | Davor Popović                        | Dvadeset i prvi vijek | 19   | 14   |      |      | Bosnisch            |
| 1996 | Amila Glamočak                       | Za nasu ljubav        | 22   | 13   |      |      | Bosnisch            |
| 1997 | Alma Čardžić                         | Goodbye               | 18   | 22   |      |      | Bosnisch            |
| 1999 | Dino & Béatrice                      | Putnici               | 7    | 86   |      |      | Bosnisch en Frans   |
| 2001 | Nino Pršeš                           | Hano                  | 14   | 29   |      |      | Bosnisch en Engels  |
| 2002 | Maja Tatić                           | Fairytales about love | 13   | 33   |      |      | Servisch en Engels  |
| 2003 | Mija Martina                         | Ne brini              | 16   | 27   |      |      | Kroatisch en Engels |
| 2004 | Deen                                 | In the disco          | 9    | 91   | 7    | 133  | Engels              |
| 2005 | Feminnem                             | Call me               | 14   | 79   | X    | X    | Engels              |
| 2006 | Hari Mata Hari                       | Lejla                 | 3    | 229  | 2    | 267  | Bosnisch            |
| 2007 | Marija Šestić                        | Rijeka bez imena      | 11   | 106  | X    | X    | Servisch            |
| 2008 | Laka                                 | Pokusaj               | 10   | 110  | 9    | 72   | Bosnisch            |
| 2009 | Regina                               | Bistra voda           | 9    | 106  | 3    | 125  | Bosnisch            |
| 2010 | Vukašin Brajić                       | Thunder and lightning | 17   | 51   | 8    | 59   | Engels              |
| 2011 | Dino Merlin                          | Love in rewind        | 6    | 125  | 5    | 109  | Engels en Bosnisch  |
| 2012 | Maya Sar                             | Korake ti znam        | 18   | 55   | 6    | 77   | Bosnisch            |
| 2016 | Dalal & Deen feat. Ana Rucner & Jala | Ljubav je             | X    | X    | 11   | 104  | Bosnisch            |

## Punten
In de periode 1993-2016. Punten uit de halve finale zijn in deze tabellen niet meegerekend.
| Plaats | Land      | Punten |
| ------ | --------- | ------ |
| 1      | Kroatië   | 115    |
| 2      | Turkije   | 95     |
| 3      | Servië    | 76     |
| 4      | Slovenië  | 61     |
| 5      | Frankrijk | 59     |

| Plaats | Land       | Punten |
| ------ | ---------- | ------ |
| 1      | Kroatië    | 144    |
| 2      | Turkije    | 129    |
| 3      | Slovenië   | 100    |
| 4      | Oostenrijk | 74     |
| 4      | Zweden     | 74     |

### Twaalf punten gegeven aan Bosnië en Herzegovina
| Aantal | Land                 | Wanneer                |
| ------ | -------------------- | ---------------------- |
| 4      | Servië               | 2008, 2009, 2010, 2011 |
| 3      | Kroatië              | 2006, 2008, 2009,      |
| 3      | Turkije              | 1993, 2003, 2006       |
| 2      | Noord-Macedonië      | 2006, 2011             |
| 2      | Oostenrijk           | 1999, 2011             |
| 2      | Slovenië             | 2006, 2011             |
| 2      | Zwitserland          | 2006, 2011             |
| 1      | Albanië              | 2006                   |
| 1      | Monaco               | 2006                   |
| 1      | Montenegro           | 2009                   |
| 1      | Servië en Montenegro | 2006                   |

### Twaalf punten gegeven door Bosnië en Herzegovina
(Vetgedrukte landen waren ook de winnaar van dat jaar.)
| Jaar | Land          | Jaar | Land                 | Jaar | Land                    |
| ---- | ------------- | ---- | -------------------- | ---- | ----------------------- |
| 1993 | Oostenrijk    | 2001 | Frankrijk            | 2009 | Kroatië                 |
| 1994 | Malta         | 2002 | Zweden               | 2010 | Servië                  |
| 1995 | Malta         | 2003 | Turkije              | 2011 | Slovenië                |
| 1996 | Ierland       | 2004 | Servië en Montenegro | 2012 | Noord-Macedonië         |
| 1997 | Turkije       | 2005 | Kroatië              | 2013 | Geen deelname           |
| 1998 | Geen deelname | 2006 | Kroatië              | 2014 | Geen deelname           |
| 1999 | Zweden        | 2007 | Servië               | 2015 | Geen deelname           |
| 2000 | Geen deelname | 2008 | Servië               | 2016 | Oekraïne (j) Servië (t) |

(j) = vakjury; (t) = televoting

1993 · 1994 · 1995 · 1996 · 1997 · 1998 · 1999 · 2000 · 2001 · 2002 · 2003 · 2004 · 2005 · 2006 · 2007 · 2008 · 2009 · 2010 · 2011 · 2012 · 2013-2015 · 2016 · 2017-2025